# 乔万尼·巴蒂斯塔·萨马丁尼
乔万尼·巴蒂斯塔·萨马丁尼（義大利語：Giovanni Battista Sammartini，1700或1701年—1775年1月15日），法国血统的意大利作曲家。早年从父学习音乐，1720年在宫廷乐队任双簧管手，1728年起终身担任乐长。萨马丁尼是古典主义早期重要的作曲家，创作了音乐史上最早的一批交响曲，对奏鸣曲式的形成有重大贡献。海顿的交响曲与萨马丁尼的作品很有相似之处，但是海顿本人否认受到了他的影响。
乔万尼·萨马丁尼之兄朱塞佩·萨马丁尼也是作曲家。